# Зверев, Алексей Фёдорович
Алексей Фёдорович Зверев (18 мая [31 мая] 1905, Ирбит, Пермская губерния — 4 марта 1971, Свердловск) — советский хирург, учёный и педагог. Профессор, доктор медицинских наук. Ректор Свердловского медицинского института в 1952—1962 годах.

## Биография
Родился в крестьянской семье.
В 1930 году окончил медицинский факультет Пермского университета. После этого в течение трёх лет имел врачебную практику в поселке Тавда (Свердловская область). Затем два года прослужил в рядах РККА.
В 1937 году стал ассистентом кафедры общей (впоследствии — госпитальной хирургии) Свердловского медицинского института. В 1940 году защитил кандидатскую диссертацию на тему «Острый гнойный плеврит в свете нашего опыта и данных литературы». Научным руководителем Зверева был член-корреспондент АМН и профессор Аркадий Тимофеевич Лидский.
С 1947 года — доктор медицинских наук, с 1948 года — профессор.
Одновременно с преподаванием в СМУ в 1942—1951 годах был ведущим хирургом Свердловского туберкулезного института.
Занимал пост ректора Свердловского медицинского института в 1952—1962 годах.
Считается основоположником детской хирургии на Урале. В 1946 году на базе отделения Городской клинической больницы № 1 создал кафедру детской хирургии и возглавлял ее до своей смерти в 1971 году.
Автор свыше 70 научных трудов по вопросам детской хирургии, хирургического лечения лёгких.
Также занимал пост председателя Свердловского областного комитета сторонников мира. Депутат Свердловского горсовета в 1951—1962 годах.
Награжден орденом Трудового Красного Знамени, орденом «Знак Почёта», медалью «За доблестный труд в Великой Отечественной войне 1941—1945 гг.», значком «Отличнику здравоохранения».
Скончался 4 марта 1971 года, похоронен на Сибирском кладбище Екатеринбурга.

### Семья
Мать — Зверева Павла Алексеевна (? — июнь 1963), похоронена на Широкореченском кладбище Екатеринбурга.